# Aïn Soltane (Souk Ahras)
Aïn Soltane (în arabă عين السلطان) este o comună din provincia Souk Ahras, Algeria.
Populația comunei este de 3.091 de locuitori (2008).